# مؤسسه پزشکی هاورد هیوز
مؤسسه پزشکی هاورد هیوز (به انگلیسی: Howard Hughes Medical Institute) معروف به HHMI، تأسیس ۱۹۵۳ در مریلند، یک مؤسسه پژوهشی غیرانتفاعی آمریکایی است.
این بنیاد با ۱۴ میلیارد دلار دارایی در سال ۲۰۰۹، یکی از بزرگترین پشتیبانان مالی پژوهش‌های زیست‌شناسی، پزشکی، ژنتیک، و علوم وابسته در جهان است.
این بنیاد از میراث به یاد ماندنی هوارد هیوز، سرمایه‌دار آمریکاییست.